# 度數符號
度數符號（°）為表示溫度或角度的符號，也可以用來代表酒的度數，或者小時，在樂理中代表減三和弦等。例如C°和弦代表C、E♭、G♭這三個音組成的和弦。
使用度數符號來代表角度，從1657年開始就有了，那時也有用角分符號來代表更小的角度。